# Engenheiros do Hawaii
Engenheiros do Hawaii è stato un gruppo rock brasiliano, fondato nel 1984 a Porto Alegre.

## Storia
La band fu fondata all'inizio del 1984 a Porto Alegre. Con l'eccezione di una breve pause tra la fine del 1996 e l'inizio del 1997, il gruppo rimase attivo fino all'aprile 2008, quando fu annunciata una "sospensione a tempo indeterminato". La band fu sempre guidata dal cantante e polistrumentista Humberto Gessinger. Con più di 20 album pubblicati - tra i quali anche dischi live e compilation e album video - essi furono in grado di vendere più di 3 milioni di dischi. Durante tutto il periodo di attività fecero parte della band più di 15 musicisti.
I principali successi furono le canzoni Toda Forma de Poder, Infinita Highway, Terra de Gigantes, Somos Quem Podemos Ser, Pra Ser Sincero, Parabolica e 
Era um Garoto que Como Eu Amava os Beatles e os Rolling Stones, seconda cover brasiliana di un noto brano di Gianni Morandi, ovvero C'era un ragazzo che come me amava i Beatles e i Rolling Stones.

## Formazione

### Membri dell'ultima formazione
- Humberto Gessinger, voce, basso, chitarra, viola, dobro, armonica, mandolino, pianoforte, fisarmonica, percussioni e tastiera (dal 1985)
- Gláucio Ayala, batteria e voce (dal 2001)
- Fernando Aranha, chitarra e chitarra classica (dal 2004)
- Pedro Augusto, tastiere (dal 2005)

### Membri precedenti
- Carlos Stein - chitarra (1985)
- Augusto Licks - chitarra, chitarra classica, Tastiere e mini-pedalboard (1987-1994)
- Ricardo Horn -  chitarra e chitarra classica (1994-1996)
- Fernando Deluqui - chitarra e chitarra classica (1995-1996)
- Luciano Granja - chitarra e chitarra classica (1996-2001)
- Paulinho Galvão - chitarra e chitarra classica (2001-2005)
- Marcelo Pitz - basso (1985-1987)
- Bernardo Fonseca - basso (2001-2008)
- Carlos Maltz - batteria e percussioni (1985-1996)
- Adal Fonseca - batteria (1996-2001)
- Paolo Casarin - tastiere e fisarmonica (1995-1996)
- Lúcio Dorfman - tastiere (1997-2001)

## Discografia

### Album studio
- (1986) Longe Demais das Capitais
- (1987) A Revolta dos Dândis
- (1988) Ouça o que Eu Digo: Não Ouça Ninguém
- (1990) O Papa é Pop
- (1991) Várias Variáveis
- (1992) Gessinger, Licks & Maltz
- (1995) Simples de Coração
- (1995) Simples de Coração
- (1996) Humberto Gessinger Trio
- (1997) Minuano
- (1999) !Tchau Radar!
- (2002) Surfando Karmas & DNA
- (2003) Dançando no Campo Minado

### Raccolte
- (1989) Alívio Imediato
- (1994) Acervo Especial
- (1997) O Melhor de Engenheiros do Hawaii
- (1999) Focus - O essencial de Engenheiros do Hawaii
- (2001) 100 Anos de Música
- (2001) Sem Limite
- (2002) Gold
- (2005) Novo Millennium
- (2005) Maxximum

### Live
- (1989) Alívio Imediato
- (1993) Filmes de Guerra, Canções de Amor
- (2000) 10.000 Destinos
- (2001) 10.001 Destinos
- (2004) Acústico MTV
- (2007) Novos Horizontes

### VHS/DVD
- (1993) Filmes de Guerra, Canções de Amor
- (2000) 10.000 Destinos
- (2002) Clip Zoom
- (2004) Acústico MTV
- (2007) Novos Horizontes

### Singoli
- (1987) "A Revolta dos Dândis I"
- (1988) "Ouça o que Eu Digo: Não Ouça Ninguém"
- (1988) "Somos Quem Podemos Ser"
- (1989) "Alívio Imediato"
- (1990) "O Papa é Pop"
- (1990) "Era um Garoto que Como Eu Amava os Beatles e os Rolling Stones"
- (1991) "Herdeiro da Pampa Pobre"
- (1991) "Muros e Grades"
- (1991) "Ando Só"
- (1992) "Ninguém = Ninguém"
- (1992) "Parabólica"
- (1992) "Até Quando Você Vai Ficar"
- (1993) "Realidade Virtual"
- (1993) "Quanto vale a vida?"
- (1995) "A Promessa"
- (1995) "Simples de Coração"
- (1997) "A Montanha"
- (1997) "Alucinação"
- (1999) "Eu Que Não Amo Você"
- (2002) "3ª do Plural"
- (2003) "Até o Fim"
- (2004) "Vida Real"